# Jaap Weber
Jacobus Gerardus (Jaap) Weber (Rotterdam, 4 augustus 1901 – aldaar, 30 september 1979) was een Nederlandse voetballer die als linkeraanvaller speelde.

## Clubcarrière
Weber speelde van 1921 tot 1925 voor Feijenoord. Hij stapte over naar stadgenoot Sparta waar hij tot 1929 speelde. In 1922 had zijn oom Mees Weber deze overstap al gemaakt. Samen met Mees voetbalde Jaap in het eerste van Feyenoord waar zijn andere oom Johan Weber op dat moment voorzitter was.

## Interlandcarrière
Voor het Nederlands voetbalelftal speelde Weber in 1927 en 1928 in totaal 14 wedstrijden waarin hij één doelpunt maakte. Hij nam deel aan de Olympische Zomerspelen in 1928.